# NGC 3464
NGC 3464 is een balkspiraalstelsel in het sterrenbeeld Waterslang. Het hemelobject werd in 1886 ontdekt door de Amerikaanse astronoom Ormond Stone.

## Synoniemen
- ESO 569-22
- MCG -3-28-21
- UGCA 222
- IRAS 10521-2047
- PGC 32778